# Leehermania prorova
Leehermania prorova (лат.) — ископаемый вид жуков, который, по мнению ряда исследователей, считается древнейшим представителем семейства Staphylinidae. Согласно альтернативной точке зрения вид близок к семейству Hydroscaphidae. Обнаружен в триасовых отложениях США: (Южная Вирджиния, Solite Quarries, Cow Branch Formation, норийский ярус, возраст около 220 млн лет.

## Описание
Мелкого размера ископаемые жуки, которые были описаны по отпечаткам тела, длина тела от 2,1 до 3,1 мм, ширина — 0,81 мм; размер надкрылий — 0,904×0,525 мм. Усики состоят из 11 члеников. Брюшко с 6 видимыми сегментами. От близких ископаемых родов коротконадкрылых жуков отличаются отсутствием паратергитов. Вид Leehermania prorova был впервые описан в 2012 году американскими энтомологами американскими энтомологами Стилианосом Хатзиманолисом (Stylianos Chatzimanolis; University of Tennessee at Chattanooga, США), Дэвидом Гримальди (D. A. Grimaldi, American Museum of Natural History) и Майклом Энджелом (Michael S. Engel; University of Kansas, Lawrence, США) и считался самым древним ископаемым видом среди всех более чем 57 000 видов коротконадкрылых жуков. Ранее древнейшие стафилиниды были известны только из юрского периода, например такие виды, как Cuneocharis elongatus, Ryvkinius gracilis и другие (около 20 юрских видов).
Таксон Leehermania prorova выделен в отдельный монотипический род жуков Leehermania  Chatzimanolis et al. 2012. Близкие таксоны описаны из юрского периода (Казахстан, около 150 млн лет): Abolescus Tikhomirova, Abscondus Tikhomirova (их подсемейство не определено), Archodromus Tikhomirova (Omaliinae), Mesotachinus Tikhomirova и Tachyporoides Tikhomirova (оба из Tachyporinae).

## Этимология
Название рода Leehermania дано в честь колеоптеролога Ли Хермана (Lee Herman, American Museum of Natural History), крупного специалиста по жукам-стафилинидам. Видовой эпитет L. prorova составлен из двух слов: pro- (сокращение от греческого prōtos, «первый») и -rova (этим словом «rove» в англоязычной литературе называют всех жуков-стафилинид).